# Oelnunuh
Oelnunuh is een bestuurslaag in het regentschap Timor Tengah Selatan van de provincie Oost-Nusa Tenggara, Indonesië. Oelnunuh telt 835 inwoners (volkstelling 2010).